# Nomorhamphus megarrhamphus
Nomorhamphus megarrhamphus là một loài cá thuộc họ Hemiramphidae. Nó là loài đặc hữu của Indonesia. 